# Spencer Grammer
Spencer Karen Grammer (Los Ángeles, California, 9 de octubre de 1983) es una actriz estadounidense. Hija del actor y productor Kelsey Grammer y la instructora de baile Doreen Alderman, Spencer es conocida por su papel de Casey Cartwright en Greek (2007-2011) y por dar voz al personaje Summer Smith en la serie Rick & Morty.

## Biografía
Nació y creció en Los Ángeles y tuvo su primera aparición ante las cámaras con ocho años, cuando hizo de extra en un episodio de la serie donde trabajaba su padre: Cheers (1982-1993). Estudió en Los Angeles County High School for the Arts y en Marymount Manhattan College. 
Criada entre cámaras, la actriz confiesa que ha aprendido mucho de su padre y es fan de The X-Files (1993-2000) y The O. C. (2003-2007). Tiene, además de una mascota llamada Frasier y un gato llamado Cookie, dos hermanastras y un hermanastro. Entre sus hobbies se encuentra jugar a la Xbox 360, la pintura y hacer pilates. 
A los 23 años participó en el drama As the World Turns y un año más tarde se unió al elenco de Greek. También ha hecho anuncios de televisión para MTV y Kodak.

## Filmografía
| Año  | Título                      | Personaje                 | Comentarios  |
| ---- | --------------------------- | ------------------------- | ------------ |
| 2006 | The Path of Most Resistance | Prudence                  | Cortometraje |
| 2006 | Beautiful Ohio              | Carlene                   |              |
| 2007 | Descent                     | Stephanie (no acreditada) |              |
| 2011 | Missing William             | Jill                      |              |
| 2013 | In Lieu of Flowers          | Rachel                    |              |
| 2013 | 2 Br/1 Ba                   | Dee                       |              |
| 2017 | Boone: El cazarrecompensas  | Kat                       |              |

| Año       | Serie                                    | Personaje                 |
| --------- | ---------------------------------------- | ------------------------- |
| 1992      | Cheers                                   | Cameo                     |
| 2000      | Sweetie Pie                              | ?                         |
| 2004      | Clubhouse                                | Sheila                    |
| 2005      | Jonny Zero                               | Dora                      |
| 2005      | Turno de guardia                         | Kimmie Haynes             |
| 2006      | Ley y orden: unidad especial de víctimas | Katie                     |
| 2006      | The Bedford Diaries                      | Compañera de clase de Lee |
| 2006      | Seis grados                              | Nanny                     |
| 2006      | As the World Turns                       | Doctora Lucy Montgomery   |
| 2007-2011 | Greek                                    | Casey Cartwright          |
| 2012      | CSI: Nueva York                          | Personaje                 |